# George Henry Miles
George Henry Miles (ur. 31 lipca 1824 w Baltimore, zm. 23 lipca 1871 w Thornbrook) – amerykański pisarz i autor słów do pieśni „God Save the South”, śpiewanej na melodię Charlesa W.A. Ellerbrocka, uznawanej na nieoficjalny hymn Skonfederowanych Stanów Ameryki. Jego rodzicami byli William Miles i Sarah Mickle. Ukończył Mount St. Mary's College w Emmitsburgu w stanie Maryland. Studiował prawo. W 1859 za dramat Mohammed, the Arabian Prophet otrzymał nagrodę dla najlepszego amerykańskiego utworu scenicznego w wysokości 1000 dolarów ufundowaną przez Edwina Forresta. Jest też autorem powieści historycznej The Truce of God.